# Natuurlijke selectie

Schematische weergave van de werking van selectie. Elke rij cirkels stelt een nieuwe generatie voor. In dit voorbeeld wordt geselecteerd op donkere kleur. In de jongste generatie, onderaan in het diagram, zijn alle individuen donkerder van kleur dan de oorspronkelijke gemeenschappelijke voorouder

Natuurlijke selectie (in het Nederlands aanvankelijk natuurkeus genoemd) is het verschijnsel dat sommige organismen uit een bepaalde populatie beter in hun omgeving passen, dat wil zeggen: meer kans hebben om te zorgen voor overlevende nakomelingen dan minder goed aangepaste organismen. De best aangepaste organismen zullen steeds meer de overhand krijgen binnen de populatie (survival of the fittest). Het is daarmee een van de mechanismes van evolutie. Mutaties in, en recombinaties van, het erfelijk materiaal van de organismen veroorzaken de genetische variatie in de populatie, waardoor deze selectie mogelijk is.

## Oorsprong en verwant begrip
Darwin introduceerde het concept in The Origin of Species (1859) en vatte het kernachtig samen: "Ik heb dit principe, waardoor elke lichte variatie, indien bruikbaar, behouden wordt, Natuurlijke Selectie genoemd". Vanaf de vijfde editie gebruikte hij ook sporadisch het synoniem survival of the fittest, een uitdrukking die hij "accurater en soms even geschikt" achtte, omdat ze niet de suggestie van een selecterend iets of iemand wekte.
De term 'survival of the fittest' bleek echter evenmin vrij van misvattingen en controverse. De formulering was geïntroduceerd door Herbert Spencer in The Evolution of Society (1879). Spencer is de vader van het sociaal darwinisme.
T. Ryan Gregory, hoogleraar aan het 'Department of Integrative Biology', aan University Guelph, geeft vier redenen waarom de term  'survival of the fittest' een povere beschrijving zou zijn van 'natural selection': 
- In Darwins context betekende "fittest" eerder "het best geschikt/aangepast voor een bepaalde omgeving" dan "fysiek het fitst".
- De nadruk op "survival" is misleidend, het aantal leefbare nakomelingen is cruciaal, de levensduur is niet relevant.
- Dit impliceert ook een buitensporige focus op organismen, terwijl in feite eigenschappen of de onderliggende genen evenzeer kunnen worden geïdentificeerd als meer of minder geschikt voor een bepaalde omgeving.
- Deze zin wordt ook vaak gepresenteerd als een tautologie. Dan krijg je cirkelredeneringen: "Wie overleeft? De sterkste. Wie zijn de sterkste? Zij die overleven. enzovoort." Ook dit is een verkeerde interpretatie van de betekenis van "fitness" die Darwin voor ogen had.[6][7]

## Voorbeeld
Een paartje konijnen, dat in een veilige omgeving zonder roofdieren en met voldoende voedsel wordt geplaatst, kan zich in enkele generaties enorm vermenigvuldigen. In de natuur blijkt de konijnenstand echter gemiddeld genomen gelijk te blijven. Er gaan dus aanzienlijke aantallen nakomelingen te gronde voordat ze zich kunnen voortplanten. De konijnen zijn echter ook onderling niet identiek. Sommige krijgen een ziekte, andere worden met nadelige afwijkingen geboren, andere zijn onvoldoende alert, andere trekken naar een ongeschikt gebied, etc. Natuurlijke selectie houdt nu in dat het konijn met nadelige afwijkingen en het konijn dat niet alert is meer kans maken door een predator te worden bejaagd en gedood dan een konijn dat wel goed kan rennen en goed om zich heen kijkt. Konijnen die door het toeval bedeeld zijn met eigenschappen die maken dat ze minder alert reageren op hun omgeving hebben een geringere overlevingskans, konijnen die iets beter kunnen inschatten wat hun kansen zijn dan hun ouders hebben een iets betere overlevingskans.
Over een termijn van vele generaties zal een soort daarom geleidelijk veranderen, vooral als de leefomgeving (bijvoorbeeld onder invloed van klimaatomstandigheden) verandert. In de klassieke (graduele) evolutietheorie wordt aan natuurlijke selectie deze rol toebedacht. In de later ontstane punctualistische vorm van de theorie speelt natuurlijke selectie een wat andere rol. Ook spandrels (eigenschappen door mutaties zonder selectief voordeel of nadeel) kunnen voorkomen.

## Experiment
Om de invloed van selectie door predatie in te schatten, kan het volgende praktische experiment worden opgezet:
Er wordt een 'populatie' van een 100-tal exemplaren van de kelderpissebed (Oniscus asellus, Isopoda) in een experimentele omgeving geplaatst waar ze zich kunnen verstoppen voor de 'experimentele predator'. Deze laatste is een persoon die met één bepaald vanginstrument (vork, kam, etc.) ongeveer de helft van de pissebedden vangt nadat ze in het midden van de omgeving werden uitgezet. Deze procedure moet driemaal worden herhaald voor de 'overlevenden'.
Vervolgens worden alle pissebedden in een beker met vochtige doekjes gezet (om uitdroging te voorkomen) en worden zowel de 'overlevenden' als de 'gevangenen' opgemeten: lichaamslengte, aantal rugplaten en loopsnelheid. Deze meting wordt bij voorkeur in een dubbelblind onderzoek uitgevoerd door personen die niet weten of het hier om al of niet overlevenden gaat.
Op deze meetresultaten kan nu een statistische analyse worden uitgevoerd, die een antwoord geeft op de vraag "Zijn de overlevenden significant verschillend voor een bepaald kenmerk?".
Doordat elke populatie een genetische en daardoor ook een fenotypische variatie vertoont, zullen bepaalde pissebedden beter of slechter aangepast zijn om aan deze negatieve selectie te ontsnappen. Enkel deze diertjes zullen hun genen doorgeven aan de volgende generatie, die beter aangepast zal zijn aan de heersende milieu-omstandigheden.

## Seksuele selectie
Naast de selectie onder invloed van de overige milieufactoren, is er de selectie door de seksuele partners. Deze selectie is deel van de "survival of the fittest" maar kan tegengestelde effecten hebben aan de gevolgen van andere factoren.
Bij veel diersoorten hebben de mannen nauwelijks of geen rol in het grootbrengen van het nageslacht, maar is er intensieve competitie en strijd waarbij slechts een beperkt aantal mannen erin slaagt om voor nageslacht te zorgen. Voor de reproductie van de soort zijn maar weinig mannen nodig, maar toch worden er (te) veel mannen geboren. De grote selectie bij mannen zorgt ervoor dat ook schadelijke mutaties bij de vrouwen worden geëlimineerd zonder de algehele reproductieve capaciteit te verminderen. Alleen een klein deel van de genen heeft alleen invloed op de vrouwen.

## Sociale-groepsselectie
De meeste dieren leven in sociale groepen. Naast de selectie op de individuele leden bepalen een succesvolle samenwerking en de individuele opofferingsbereidheid het succes van de groep. De belangen van de individu kunnen tegengesteld zijn aan het groepsbelang. Een goede combinatie van individuele gedragseigenschappen zoals dominant/onderdanig, curiositeit/voorzichtig is van belang voor de hele groep. De meeste leden van een groep zullen genetisch aan elkaar verwant zijn. Het reproductief succes van de hele groep is hierdoor ook van belang voor de individuele leden.

## Niet-natuurlijke selectie
Kunstmatige selectie vindt plaats op een niet-natuurlijke wijze als de mens - door domesticatie - ingrijpt in het leven van sommige exemplaren van een soort (plant of dier). De mens bepaalt hoe deze exemplaren zich voortplanten, wat kan leiden tot snelle evolutie. Zo zijn in slechts enkele honderden jaren vele hondenrassen ontstaan. Bij het fokken van zilvervossen werd geselecteerd op tamheid en sociaal gedrag ten opzichte van de mens. Binnen opvallend korte tijd was een vossenras geproduceerd dat niet alleen qua gedrag, maar ook qua uiterlijk sterk op een hond leek.
Een recente ontwikkeling is genetische manipulatie waarmee rechtstreeks wordt ingegrepen in het erfelijk materiaal.